# Mostová
Mostová (do roku 1948 Mostová Kerť, maďarsky Hidaskürt) je obec na Slovensku v okrese Galanta. Leží v Podunajské nížině mezi dvěma rameny Dudváhu. Žije v ní přibližně 1 600 obyvatel.

## Historie
Mostová je poprvé písemně zmíněna v roce 1245 jako Curty. Ves zpočátku patřila k panství bratislavského hradu, krátce ji vlastnil Matúš Čák Trenčanský. V 16. a 17. století vesnice několikrát utrpěla, například útoky Turků v letech 1530, 1555 a 1599. V roce 1828 zde bylo 156 domů a 1139 obyvatel. Kvůli první vídeňské arbitráži byla obec v letech 1938 až 1945 součástí Maďarska. Při sčítání lidu v roce 2011 zde žilo 1595 obyvatel, z toho 1269 Maďarů, 283 Slováků, devět Romů, tři Češi a 31 obyvatel nepodalo žádné informace.

## Pamětihodnosti
- Pozdně barokní římskokatolický kostel Povýšení Kříže z roku 1763, který nahradil zchátralý gotický kostel.
- V katastrálním území obce leží přírodní památka Mostovské presypy.